# Sigmoria tuberosa
Sigmoria tuberosa är en mångfotingart som beskrevs av Shelley 1981. Sigmoria tuberosa ingår i släktet Sigmoria och familjen Xystodesmidae. Inga underarter finns listade i Catalogue of Life.